# Новация
Нова́ция (лат. novatio — изменение, обновление):
- в широком смысле применения, любое качественно новое дополнение или изменение, отражающееся на конечных действиях (в деятельности), или свойствах конечного продукта с переналадкой, изменениями или даже заменой алгоритма деятельности, новыми технологиями или устройствами (конструкциями).
- в юридических взаимоотношениях — один из способов прекращения обязательства[1] в российском праве, заключающийся в замене первоначального обязательства, существовавшего между сторонами, другим обязательством между теми же лицами (новация), если иное не установлено законом или не вытекает из существа отношений (п.1 ст.414 ГК РФ). Новация прекращает дополнительные обязательства, связанные с первоначальным обязательством, если иное не предусмотрено соглашением сторон (п.2 ст.414 ГК РФ).
- новшество, которого не было ранее: новое теоретическое знание, новый метод, принцип и т. д. Новация в мировоззрении и идеологии, в формировании новых отраслей и новых направлений, в радикальном изменении системы управления относят к революционным изменениям, когда сами новации требуют ломки стереотипов мышления, смены кадрового состава, подготовки новых специалистов, изменения норм и регламента, программ и проектов, законов и даже конституционных норм гражданского общества. Поэтому новации часто носят революционный характер и являются основой научно-технических и любой революции.